# Lukas Feurstein
Lukas Feurstein (18 maggio 2001) è uno sciatore alpino austriaco.

## Biografia
Originario di Mellau e attivo in gare FIS dal novembre del 2017, in Coppa Europa Lukas Feurstein ha esordito il 18 gennaio 2020 a Kirchberg in Tirol in slalom gigante (51º); ai Mondiali juniores di Bansko 2021 ha vinto la medaglia d'oro nello slalom gigante e quella d'argento nel supergigante. Ha debuttato in Coppa del Mondo il 20 marzo 2021 a Lenzerheide in slalom gigante (19º) e il 29 novembre dello stesso anno ha conquistato il primo podio in Coppa Europa, a Zinal in supergigante (2º); il 7 dicembre 2024 ha conquistato a Beaver Creek in supergigante il primo podio in Coppa del Mondo (3º) e ai successivi Mondiali di Saalbach-Hinterglemm 2025, suo esordio iridato, si è classificato 11º nel supergigante. Il 23 marzo 2025 ha conquistato la sua prima vittoria in Coppa del Mondo nel supergigante di Sun Valley; non ha preso parte a rassegne olimpiche.

## Palmarès

### Mondiali juniores
- 2 medaglie:
  - 1 oro (slalom gigante a Bansko 2021)
  - 1 argento (supergigante a Bansko 2021)

### Coppa del Mondo
- Miglior piazzamento in classifica generale: 34º nel 2025
- 2 podi (in supergigante):
  - 1 vittoria
  - 1 terzo posto

#### Coppa del Mondo - vittorie
| Data          | Località   | Paese       | Specialità |
| ------------- | ---------- | ----------- | ---------- |
| 23 marzo 2025 | Sun Valley | Stati Uniti | SG         |

Legenda:

SG = supergigante

### Coppa Europa
- Miglior piazzamento in classifica generale: 8º nel 2022
- 4 podi:
  - 2 secondi posti
  - 2 terzi posti

### South American Cup
- Miglior piazzamento in classifica generale: 16º nel 2025
- 2 podi:
  - 2 vittorie

#### South American Cup - vittorie
| Data             | Località | Paese | Specialità |
| ---------------- | -------- | ----- | ---------- |
| 4 settembre 2024 | La Parva | Cile  | DH         |
| 4 settembre 2024 | La Parva | Cile  | DH         |

Legenda:

DH = discesa libera

### Campionati austriaci
- 2 medaglie:
  - 2 bronzi (slalom gigante nel 2022; supergigante nel 2024)